# Бобо, Сирели
Исирели Бобо (англ. Isireli Bobo, родился 28 января 1976 года) — фиджийский регбист, выступавший на позиции вингера. Известен по играм в Топ 14 (чемпионате Франции) и за сборную Фиджи. Чемпион мира по регби-7 2005 года.

## Спортивная карьера

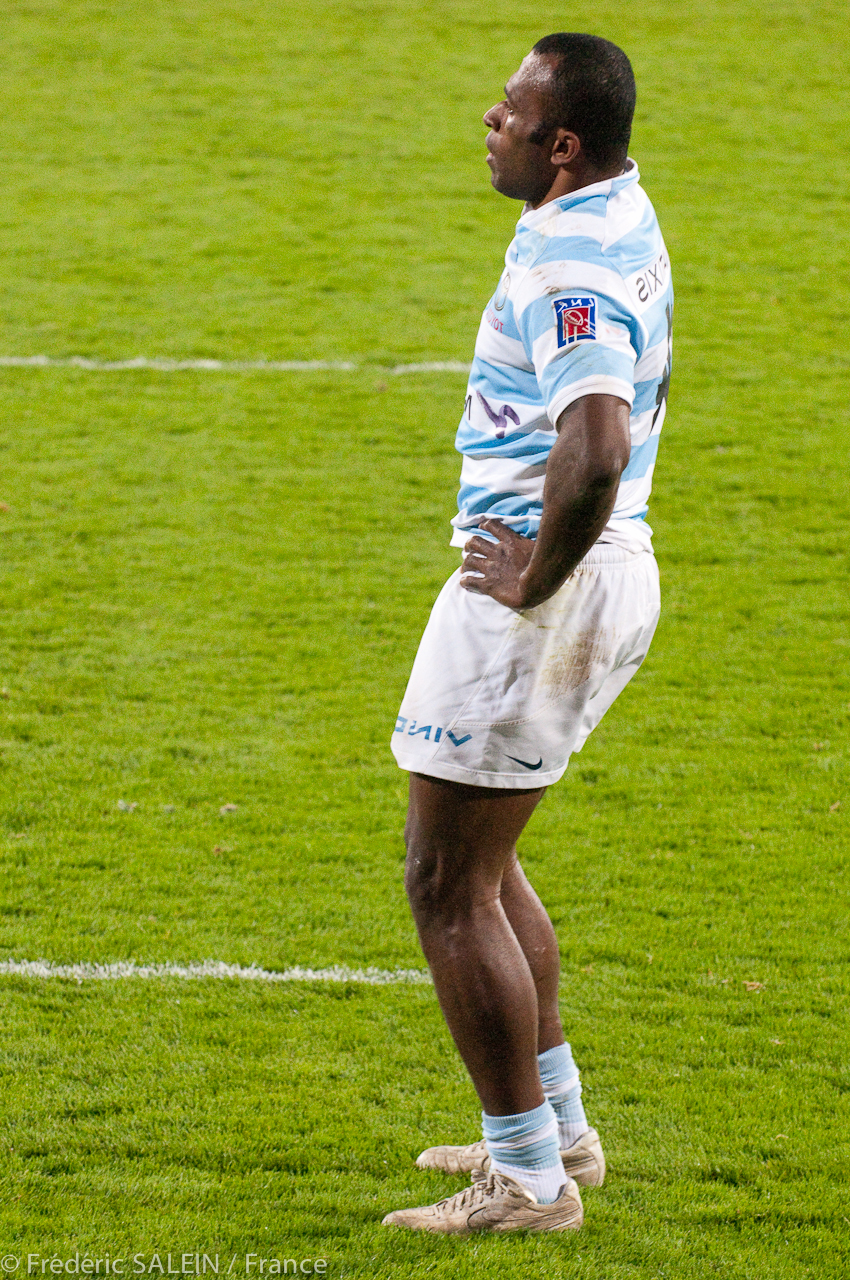
Бобо в составе клуба «Расинг Метро» в 2010 году

Начинал карьеру на Фиджи в составе любительских клубов (в том числе и в командах полиции разных городов). С 1998 года выступал за сборную Фиджи по регби-7, дебютировал на турнире в Японии, позже продолжал выступления на турнирах в Дубае и Дурбане. В сезоне 1999/2000 представлял португальский клуб «Кашкайш», позже перешёл в испанский клуб «Каноэ» из Мадрида, с которым выиграл Кубок Короля в 2001 году. В 2002 году вернулся на Фиджи, став капитаном сборной по регби-7 в 2003 году и отличившись на трёх этапах Мировой серии 22 попытками. В составе сборной Фиджи по регби-7 стал в 2005 году чемпионом мира.
Позже Боло заключил контракт с клубом «Веллингтон» из Национального чемпионата провинций Новой Зеландии, сыграв за него 13 матчей и занеся 7 попыток, а в Супер 12 провёл пять игр за клуб «Харрикейнз» из Веллингтона. По собственным словам, в матче в канун начала сезона Супер 12 против «Хайлендерс» Бобо однажды, пытаясь занести попытку, по ошибке положил мяч на 5-метровую линию.
5 июня 2004 года дебютировал за сборную Фиджи по регби в игре против Тонга в Нукуалофа и своей попыткой принёс сборной победу со счётом 27:26. 12 июня сыграл второй матч против самоанцев, также одержав победу. В июле 2004 года, выступая за итальянскую «Парму», сыграл четыре встречи за сборную тихоокеанских звёзд «Пасифик Айлендерс». С 2005 года играл во Франции в команде «Биарриц Олимпик»; в ноябре того же года в составе клуба «Барбарианс Франсез» (фр. Barbarians Français, «Французские Варвары») сыграл в Бордо против второй сборной Австралии (победа 42:12). В Кубке Хейнекен 2005/2006 он, играя за «Биарриц Олимпик» в финале против «Манстера» занёс попытку за «Биарриц», но его команда проиграла 19:23. В финале Топ 14, однако, в том же сезоне он занёс одну из попыток клубу «Тулон» и принёс своей команде титул чемпиона Франции, став заодно лидером по числу занесённых попыток за клуб и вторым в гонке бомбардиров по попыткам в Топ 14.
В 2007 году в составе сборной Фиджи Бобо вышел в четвертьфинал чемпионата мира благодаря победе фиджийцев над Уэльсом, а в четвертьфинале фиджийцы уступили будущим чемпионам в лице ЮАР. В том же году он стал игроком клуба «Расинг Метро», где играл до 2013 года. В июне того же года он выступил на Кубке тихоокеанских наций, где на первой же минуте в игре против Японии после борьбы с японскими игроками сделал пас на винга Адриу Делаи, который промчался 20 метров и затем отдал обратный пас на Бобо, занёсшего попытку. В связи с задержкой визы он не сыграл против Канады в гостях, но в двух последующих матчах сыграл ключевую роль. В последней игре против Тонга он занёс попытку, пробежав аж 60 метров, и помог фиджийцам впервые выиграть Кубок тихоокеанских наций. В сезоне 2013/2014 он заключил пятилетний контракт с клубом «Докомо Ред Харрикейнз».
Однако после сезона 2013/2014 Бобо покинул Японию. 14 июня 2014 года он сыграл свою последнюю игру за фиджийцев против Тонга, став самым возрастным игроком в истории сборной (38 лет и 137 дней на момент встречи). Карьеру он завершал во Франции: сначала он выступал за «Ла Рошель» как «медицинский джокер», требуя продления контракта на случай, если занесёт минимум шесть попыток; затем объявил об уходе из регби, но вернулся по просьбе «Тулона» в связи с чемпионатом мира, куда отъехал основной состав игроков; а в конце 2015 года перешёл на один сезон в «Сексьон Палуаз». К 41 году он сыграл в чемпионатах семи разных стран. В сезоне 2016/2017 выступал за «Страсбург» в дивизионе Федераль 1.
На турнире среди звёзд регби и ветеранов 1 декабря 2018 года в Дубае в одной из встреч отдал пас на 32 м, видео этого паса попало на YouTube-канал World Rugby. В 2019 году Бобо был в составе сингапурской команды «Эйша Пасифик Дрэгонс», выступавшей в международной лиге Global Rapid Rugby.
Работает тренером на Фиджи.

## Вне регби
Вырос в деревне Наваируку. Учился в начальной школе Ливативале, где занялся регби, затем в правительственной школе Ватукола (занимался лёгкой атлетикой — бегом на 100 м, 200 м и эстафетой 4x100 м) и в мусульманском колледже Камиль, где играл в футбол. Увлекается музыкой (кантри, регги), любимая еда — курица в соусе карри, любимый иной вид спорта — волейбол.

## Достижения

### Клубные
- Чемпион Испании (Кубок Короля): 2000/2001
- Чемпион Франции (Топ 14): 2005/2006
- Победитель Про Д2: 2008/2009

### В сборной
- Обладатель Кубка тихоокеанских наций: 2004, 2013